# 宜兴北站
宜兴北站是位于江苏省无锡市宜兴市屺亭街道的一个铁路车站，2003年9月投入运营，有新长铁路经过，邮政编码214200。车站隶属上海铁路局，是四等站，现仅办理货运业务，设有通往天华物流的专用线。